# Yekaterina Larionova
Pour les articles homonymes, voir Larionova.
 (janvier 2018).
Ekaterina Alekseïeva Larionova (en russe : Екатерина Алексеевна Ларионова) est une lutteuse kazakhe née le 23 janvier 1994. Elle a remporté une médaille de bronze en moins de 63 kg aux Jeux olympiques d'été de 2016 à Rio de Janeiro.